# Камарго (Кентуккі)
Камарго (англ. Camargo) — місто (англ. city) в США, в окрузі Монтгомері штату Кентуккі. Населення — 1020 осіб (2020).

## Географія
Камарго розташоване за координатами 37°59′59″ пн. ш. 83°53′19″ зх. д. / 37.99972° пн. ш. 83.88861° зх. д. (37.999678, -83.888515).  За даними Бюро перепису населення США в 2010 році місто мало площу 5,73 км², з яких 5,67 км² — суходіл та 0,07 км² — водойми.

## Демографія
Згідно з переписом 2010 року, у місті мешкала 1081 особа в 428 домогосподарствах у складі 304 родин. Густота населення становила 189 осіб/км².  Було 465 помешкань (81/км²).
Расовий склад населення:
| - 97,3 % — білих - 0,4 % — корінних американців - 0,1 % — вихідців з тихоокеанських островів - 0,1 % — чорних або афроамериканців - 0,1 % — азіатів |

До двох чи більше рас належало 1,2 %. Частка іспаномовних становила 2,6 % від усіх жителів.
За віковим діапазоном населення розподілялося таким чином: 25,0 % — особи молодші 18 років, 59,1 % — особи у віці 18—64 років, 15,9 % — особи у віці 65 років та старші. Медіана віку мешканця становила 38,4 року. На 100 осіб жіночої статі у місті припадало 92,0 чоловіків;  на 100 жінок у віці від 18 років та старших — 88,6 чоловіків також старших 18 років.
Середній дохід на одне домашнє господарство  становив 43 709 доларів США (медіана — 36 786), а середній дохід на одну сім'ю — 45 200 доларів (медіана — 44 688). Медіана доходів становила 38 750 доларів для чоловіків та 31 765 доларів для жінок. За межею бідності перебувало 21,6 % осіб, у тому числі 32,1 % дітей у віці до 18 років та 3,8 % осіб у віці 65 років та старших.
Цивільне працевлаштоване населення становило 507 осіб. Основні галузі зайнятості: виробництво — 32,9 %, освіта, охорона здоров'я та соціальна допомога — 21,7 %, роздрібна торгівля — 15,4 %.